# Panamá en los Juegos Olímpicos de Tokio 1964
Panamá estuvo representado en los Juegos Olímpicos de Tokio 1964 por un total de 10 deportistas, 6 hombres y 4 mujeres, que compitieron en 5 deportes.
El equipo olímpico panameño no obtuvo ninguna medalla en estos Juegos.